# Università Rutgers
L'Università Rutgers (in inglese Rutgers University) è l'ateneo statale dello stato del New Jersey.

## Sport
La Rutgers fa parte della NCAA Division I ed è affiliata alla potente Big Ten Conference.

### Pallacanestro
La squadra di basket ottenne il suo massimo risultato raggiungendo le Final Four nel 1976, sconfitta 86-70 dalla University of Michigan, fino a quel momento Rutgers era imbattuta nella stagione, ed era entrata nel torneo con un record di 31-0.

### Football americano
La squadra di football è la più antica degli Stati Uniti assieme a quella di Princeton, essendo scesa in campo per la prima volta nel 1869. Dopo aver vinto retroattivamente il titolo nazionale per quella prima stagione, Rutgers però non ha brillato come risultati, centrando solo tre titoli divisionali a cavallo tra gli anni '50 e '60. È infine giunta ad otto delle nove gare post-season della sua storia negli ultimi otto anni grazie all'apporto dei coach Greg Schiano e Kyle Flood.